# Calanthe argenteostriata
Calanthe argenteostriata är en orkidéart som beskrevs av Chen Zhen Zi Tang och S.J.Cheng. Calanthe argenteostriata ingår i släktet Calanthe och familjen orkidéer. Inga underarter finns listade i Catalogue of Life.